# King Julien
King Julien (Originaltitel: All Hail King Julien) ist eine US-amerikanische Computeranimationsserie über die drei Lemuren aus dem Film-Franchise Madagascar. Sie spielt zeitlich vor dem ersten Film und erzählt die Geschichte des Lemurenkönigs Julien in Madagaskar. Die ersten Episoden veröffentlichte der Video-on-Demand-Anbieter Netflix in den Vereinigten Staaten am 19. Dezember 2014. In Deutschland hatte die Serie am 9. Oktober 2015 auf Super RTL ihre Premiere.

## Handlung
Julien ist der König der Lemuren auf Madagaskar, doch er ist oft ziemlich verantwortungslos in seiner Rolle. Glücklicherweise wird er dabei von seinen Freunden Maurice, Mort, Flora und Timo unterstützt. Gefahr droht den Lemuren oft von den Fossas.

## Hauptfiguren
- King Julien: Julien ist sehr erfreut, König zu sein. Dabei übersieht er oft völlig, dass dieser Posten auch viel Verantwortung erfordert. Im Zweifelsfalle kann er aber auch sehr mitfühlend sein.
- Maurice: Maurice ist der treue Berater des Königs, doch er zweifelt oft an dessen Kompetenzen. Durch seinen Verstand hilft er Julien oftmals aus der Klemme.
- Mort: Mort ist Juliens größter Fan und will am liebsten dessen Füße knuddeln, was Julien aber sehr missfällt. Mort ist auch etwas einfältig.
- Flora: Sie ist des Königs Leibwächterin, doch Julien glaubt, dass sie ihre Rolle manchmal etwas zu ernst nimmt. Im Original heißt sie Clover.
- Timo: Timo lebt in einer Bucht, wo viele elektronische Geräte angespült wurden. Er ist ein technisches Genie, was von Julien leider oft falsch ausgenutzt wird.
- William: Er ist Juliens Onkel und der ursprüngliche König. Er gab die Krone an seinen Neffen, da er sich so vor einer gefährlichen Situation retten wollte. Nun versucht er oft, seinen Posten wieder zu erlangen.
- Kiki: Sie ist ein Tukan und benimmt sich oft wie eine Fernsehreporterin.

## Synchronisation
| Rollenname    | Tierart       | Originalsprecher         | Deutscher Sprecher     |
| ------------- | ------------- | ------------------------ | ---------------------- |
| King Julien   | Katta         | Danny Jacobs             | Stefan Gossler         |
| Maurice       | Fingertier    | Kevin Michael Richardson | Roland Hemmo           |
| Mort          | Mausmaki      | Andy Richter             | Gerald Schaale         |
| Flora         | Kronenmaki    | India de Beaufort        | Melanie Hinze          |
| Onkel William | Katta         | Henry Winkler            | Jörg Hengstler         |
| Timo          | Stacheltenrek | David Krumholtz          | Dirk Stollberg         |
| Kiki          | Tukan         | Betsy Sodaro             | Philine Peters-Arnolds |
| Brosalind     | Fingertier    | Kether Donohue           | Josefin Hagen          |